# Wikileaks

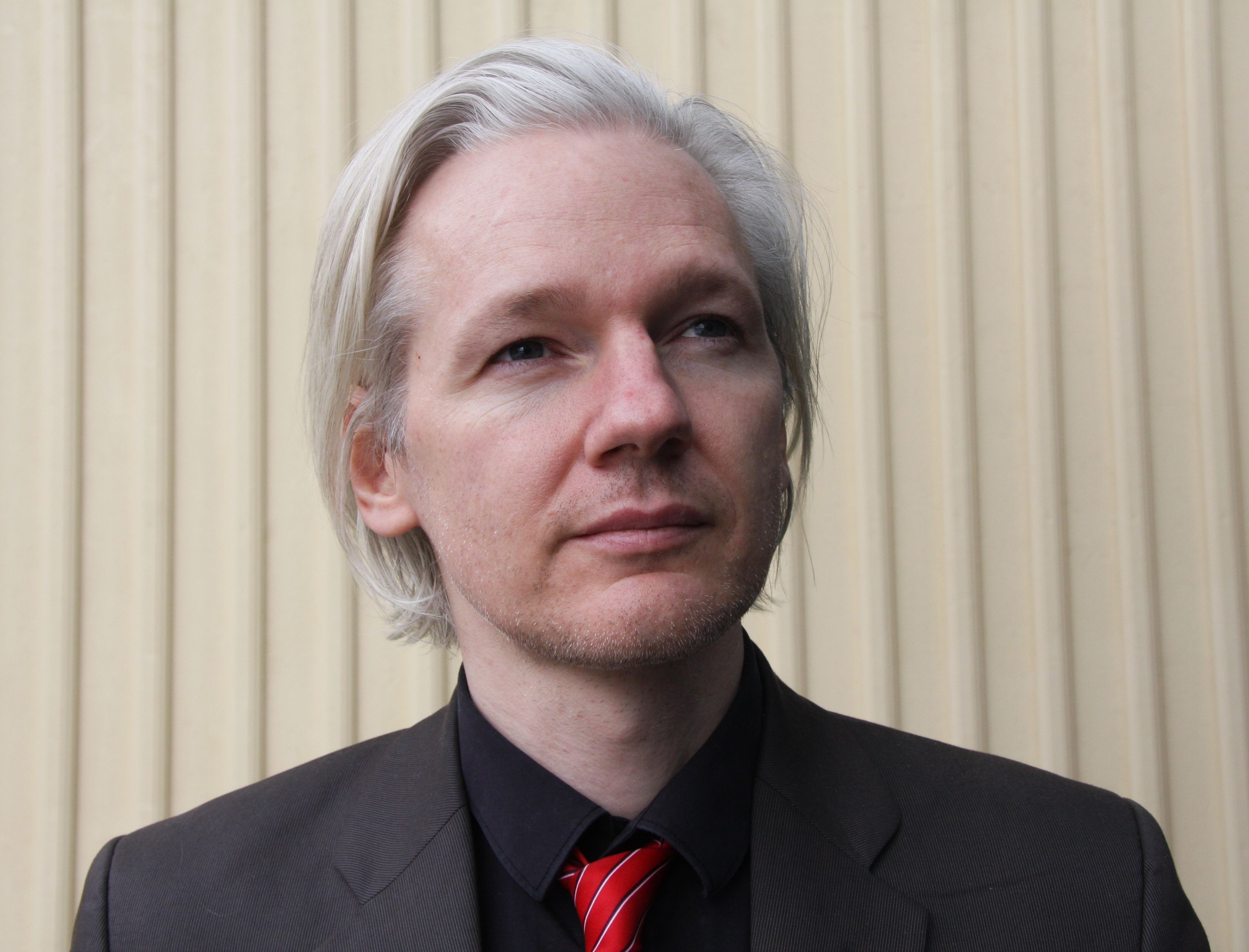
Julian Assange, grundare, talesman och chefredaktör för WikiLeaks

Wikileaks, även WikiLeaks, (av wiki och eng. leaks för läckor) är en internationell ideell förening som offentliggör hemligstämplade och privata dokument och filmer, i samarbete med media. Materialet laddas upp av anonyma källor, så kallade visselblåsare, till organisationens webbplats och dokumentdatabas, som är placerad i Sverige. Organisationen säger sig vilja avslöja oetiskt beteende av regeringar och företag, och eftersträvar fri tillgång till information som är av allmänintresse. 
Wikileaks avslöjande av omfattande korruption i Tunisien betraktas som en av flera faktorer bakom Jasminrevolutionen och den arabiska våren, som började i Tunisien i januari 2011 och spred sig till flera diktaturer.
Namnet och logotypen till trots har Wikileaks ingen organisatorisk koppling till Wikipedia, men man använder samma programvara, Mediawiki.
Wikileaks har vunnit flera utmärkelser, bland annat The Economist New Media Award 2008.

## Organisation och arbetsmetoder
Verksamheten startades i december 2006 av en grupp av journalister, kinesiska dissidenter, IT-entreprenörer och matematiker från hela världen. Webbplatsens databas hade efter ett år vuxit till 1,2 miljoner dokument. I juni 2009 hade sajten enligt egen uppgift 1 200 frivilliga.
De dokument som ska publiceras väljs av en kärntrupp av ett 20-tal redaktörer, främst programmerare och nätaktivister, i samarbete med ett tusental mer eller mindre löst anslutna journalister. WikiLeaks verifierar inte material och källor, utan överlät i ett tidigt skede granskningen till allmänheten, och därefter under en period till fem stora tidningar i olika länder som mot betalning får förhandsgranska materialet innan det släpps. I synnerhet under 2011 har oredigerat material innehållande icke-anonymiserade namnuppgifter gjorts tillgängligt för allmänheten.
En av grundarna, den australiske programutvecklaren, publicisten och nätaktivisten Julian Assange, beskrivs som organisationens chefredaktör och främste talesperson.
När Assange anhölls som misstänkt för sexualbrott i Sverige och begärdes utlämnad från Storbritannien utsågs den isländske journalisten Kristinn Hrafnsson i december 2010 till officiell talesperson för Wikileaks.
Svensk talesperson för organisationen är journalisten Johannes Wahlström. Som enda svenska journalist att ha tillgång till det fullständiga materialet från diplomatläckan 2010 ("cablegate") har han gjort research till artiklar och TV-inslag för bland annat SVD, Aftonbladet och SVT:s Dokument inifrån.

## Webbplatser
Wikileaks lanserades ursprungligen som en redigerbar wikiwebbplats, där allmänheten skulle granska dokumenten och upptäcka fel. Man har successivt gått mot en mer traditionell webbpubliceringsmodell, där traditionella medier utför förhandsgranskning, och allmänhetens kommentarer och redigeringar för närvarande inte är tillåtna.
Wikileaks har hotats av stängning flera gånger, och på grund av detta har man uppmanat webbplatser över hela världen att spegla webbplatsens innehåll. Databasen har flyttats mellan servrar på olika platser, ofta i Sverige på grund av landets unika grundlagsskyddade yttrandefrihet som inte förväntas ändras av påtryckningar från andra länder. För att skyddas av denna lag krävs kanske att organisationen har en ansvarig utgivare i Sverige, varför Julian Assange har sökt arbetstillstånd i Sverige, dock utan framgång.
Sedan 2008 tillhandahåller den svenska internetleverantören Bahnhof servrar till organisationen i ett bergrum under Vita bergen. Efter en överbelastningsattack flyttades servern till amazon.com, men Wikileaks blev avstängda därifrån den 1 december 2010, varefter man återgick till Bahnhof, och startade en kampanj för att speglas av många servrar.
Databasen fanns en tid hos det svenska företaget PRQ, som grundats av samma personer som var ansvariga för Pirate Bay. I oktober 2010 åtog sig svenska Piratpartiet att sköta driften och säkerheten av flera av Wikileaks servrar, samt att donera serverplats och bandbredd.
I februari 2008 avregistrerades domännamnet wikileaks.org efter påstådda påtryckningar från de amerikanska och kinesiska regeringarna, men man finns tillgänglig via andra webbadresser, bland annat det schweiziska domännamnet wikileaks.ch.
Adressen Wikileaks.org finns dock fortfarande (oktober 2013). Wikileaks finns också på Twitter (WikiLeaks Press  @wlpress) och Facebook.
Wikileaks Forum är ett diskussionsforum som sjösattes den 2 mars 2011 och drivs av anhängare till Wikileaks för att vara en plattform för folk att diskutera ämnen, som är relaterade till Wikileaks. 2013 finns förutom de engelska sidorna avdelningar med översättningar till ca 25 språk.

## Omtalade läckor
Vissa dokument som har publicerats av WikiLeaks har gett upphov till särskilt stor publicitet.

### Sarah Palins Yahoo-konto
I september 2008 publicerades skärmdumpar av den republikanska amerikanska politikern Sarah Palins privata e-post från hennes Yahookonto. Hon hade använt emailkontot till officiella ärenden, antagligen för att undvika offentlighetsprincipen. Yahoo stängde emellertid kontot innan fler mejl hann publiceras, på grund av att för många loggade in. En 20-årig man blev senare gripen för intrånget. Det visade sig senare att 20-åringen var son till en demokratisk politiker, varför Palin har jämfört incidenten med Watergate. 20-åringen dömdes den 12 november 2010 till ett år och en dag på en federal anstalt, följt av tre års övervakning.

### British National Party medlemslista
I november 2008 publicerades det nationalistiska partiet BNP:s medlemslista på Wikileaks och blev en stor nyhet i Storbritannien då ett flertal poliser, läkare och präster var medlemmar.

### Kaupthing Banks affärer
Isländska Kaupthing Banks interna dokument kom ut på Wikileaks i september 2009, och visade att banken hade gjort en hel del tvivelaktiga affärer strax innan den gick omkull och isländska staten fick rädda banken. Anmärkningsvärt stora summor pengar hade lånats till företag som tillhörde ägare i banken, och stora skulder hade avskrivits.

### Amerikansk helikopterattack mot civila i Bagdad
I april 2010 publicerade Wikileaks en videofilm från en amerikansk attackhelikopter i Irak. Filmen visade hur två Reutersjournalister och åtta civila vuxna irakier blev beskjutna och dödade av helikopterbesättningen den 12 juli 2007. Dessutom skadades två barn, vilket en av besättningsmännen kommenterar "Well, it's their fault for bringing kids into a battle" ("Tja, dom får skylla sig själva som tar med sig ungar i en strid"). Besättningen fortsätter att skjuta mot en hjälplös och sårad man, trots att man av samtalet att döma insåg att man inte har rätt till detta, något som får Wikileaks att döpa filmen till "Collateral murder" - "Indirekt mord". När civila anländer för att hjälpa den skadade mannen anhåller soldaterna om tillstånd från överordnande från för att gå till angrepp och tillstånd erhålles. En av soldaterna i den amerikanska enheten berättade senare att attackerna var långt ifrån det värsta han sett under sin tid i Irak. 
Kritiker menar att Wikileaks genom valet av detta namn, och genom att först enbart släppa en nedkortad version av filmen som inte visar sammanhanget, ägnar sig åt redigering istället för att enbart läcka information. I en längre intervju på nyhetssiten DemocracyNow motiverar Julian Assange sitt handlande. Wikileaks släppte senare filmen i sin helhet. Förklaringar till händelsen som har getts av USA:s försvarsdepartement är att den inträffade inte långt ifrån en verklig stridsplats och att journalisternas kamera misstogs av besättningen för ett vapen. 
En menig underrättelseanalytiker i USA:s armé vid namn Bradley Manning (heter idag Chelsea) åtalades i enlighet med Uniform Code of Military Justice för att ha läckt videofilmen till Wikileaks.

### Afghanistan War Logs
Den 25 juli 2010 publicerade Wikileaks 75 000 dokument ur Afghanistan war logs (totalt bestående av 91 731 dokument som man säger sig inneha) om krigsinsatsen i Afghanistan 2004-2010. Materialet dokumenterar hundratals civila döda offer till följd av USA:s militära operationer i Afghanistan, och skildrar underrättelseofficerares misstankar om vilka länder som hjälper talibanerna. En rad ej offentliggjorda angrepp på svenska trupper beskrivs i dokumenten. Amerikanska militären misstänker att samma militär som läckte videofilmen ovan är personen som även har läckt dessa dokument.

### Iraq War Logs
Den 22 oktober 2010 publicerade Wikileaks Iraq war logs, som innehåller 400 000 dokument om kriget i Irak, och dokumenterar 109 032 dödsfall, varav 92 003 (eller 66 081) civila irakier, flera av dem olagligt avrättade, även avrättade barn. 15 000 av dessa dödsfall var tidigare inte kända publikt. Dokumentationen innefattade även 3 884 döda amerikanska soldater, 224 soldater från allierade länder samt 8 000 irakiska soldater. Den prisbelönta hemsidan sammanfattar läckan.

### "Cablegate" - Amerikanska diplomatdokument
Den 28 november 2010 påbörjade Wikileaks publicering av, enligt egen utsago, över 250 000 diplomatiska underrättelser från amerikanska ambassader, den så kallade Cablegate (en anspelning på Watergate). Fem större tidningar fick tillgång till dokumenten på förhand. 

#### Betydelse för Jasminrevolutionen
En av orsakerna till jasminrevolutionen och arabiska våren, som började i Tunisien i januari 2011, tillskrivs Wikileaks avslöjande av omfattande korruption i Tunisien, och att denna information nådde det tunisiska folket via TV-kanaler såsom al-Jazira, mobiltelefoner, samt sociala medier, mejl och annan Internetkommunikation, trots den tunisiska regimens försök till censur. Emellertid betraktas dessa medier av de flesta experter enbart som revolutionens verktyg, inte dess katalysator.

### Stratforläckan - ”de globala underrättelsefilerna”
Det privatägda amerikanska underrättelseföretaget och tankesmedjan Stratfor (Strategic Forecasting), grundad av författaren George Friedman, uppgav den 24 december 2011 att man hade hackats och att e-post kopierats. Hackergruppen Anonymous publicerade användarnamn för företagets prenumeranter, och säger sig ha använt några av prenumeranternas kreditkortsnummer för att göra donationer till olika välgörenhetsorganisationer. Prenumeranterna innefattar journalister, multinationella företag och amerikanska myndigheter. Hackarna hävdar att angreppet möjliggjordes av att företagets namn ofta användes som lösenord, och att företaget lagrade kreditkortsuppgifter okrypterade.
Den 27 februari började Wikileaks sprida 5 miljoner e-postmeddelanden, författade av Stratfors informatörer mellan juli 2004 fram till december 2011. Wikileaks kallar dem "the global intelligence files". E-postmeddelandena visar enligt Wikileaks Stratfors väv av uppgiftslämnare och infiltratörer från den amerikanska regeringen såväl som utländska underrättelsetjänster med tvivelaktigt rykte samt journalister. Wikileaks hävdar att de även visar företagets "betalningstekniker, penningtvätt och psykologiska metoder". Företagets representanter menar att "när de söker i våra mejl efter tecken på en stor konspiration, kommer de att bli besvikna".
Flera uppgifter om Carl Bildt finns i materialet. Bland annat gör en informatör tolkningen att Bildt anser att Sverige bör bli en stormakt.

### Läckorna har fortsatt att publiceras
- 25 april 2011 Guantanamofilerna/The Guantanamo Files
- 1 december 2011 Spionfilerna: Wikileaks/The Spy Files
- 27 februari 2012. Över fem miljoner email från Texasföretaget Stratfor Wikileaks/The GIFiles
- 5 juli 2012 Syrienfilerna Wikileaks/Syria Files
- 24 oktober 2012 Regler och procedurer för fångar I USA:s militära fängelser/ Detainee Policies
- 8 april 2013 Kissingerkablarna Public Library of US Diplomacy/Kissinger Cables
- 4 september 2013 Spionfiler #3/The Spyfiles #3

#### Andra aktiviteter
2013 bistod organisationen Edward Snowden (som är ansvarig för 2013 års stora massövervakningsavslöjanden ) att lämna Hong Kong. Sarah Harrison, en wikileaksaktivist, följde Snowden på flykten. Scott Shane från The New York Times påstod att Wikileaks inblandning ”visar att trots knappa personalresurser, penninginsamling begränsad av en bojkott från de största finansinstitutionerna och avhopp föranledda av Julian Assanges personliga bekymmer och aggressiva stil finns det kvar en kraft att räkna med på den globala scenen.”

## Läckor från Wikileaks
Genom en läcka från Wikileaks fick den norska kvällstidningen Aftenposten i december 2010 tillgång till Wikileaks samtliga 250.000 hemligstämplade dokument. Enligt ABC News kan denna läcka urholka Julian Assanges plan att använda dessa dokument som ett påtryckningsmedel mot utländska regeringar.
Detaljer från den svenska polisens förundersökning mot Assange har läckts till The Guardian, samma tidning som tidigare fått tillgång till tusentals hemligstämplade dokument från Wikileaks. Assanges rättsliga ombud har därvid krävt att läckorna måste stoppas och att den skyldige uppspåras och bestraffas.
Den 1 september 2011 avslöjades det att en krypterad version av Wikileaks stora arkiv med 251 287 icke-redigerade underrättelser från US State Department hade varit tillgängligt via bittorrent i månader, och att kodnyckeln eller lösenordet för att dekryptera varit tillgängligt för dem som vet var man ska leta. Materialet uppges innehålla en stor mängd icke-anonymiserade namnuppgifter, och befaras därför kunna äventyra oskyldiga människors liv. Wikileaks anklagar sin tidigare partner, brittiska The Guardian då en av tidningens journalister, David Leigh, publicerade den fullständiga krypteringsnyckeln i sin bok som utgavs i februari 2011,  medan the Guardian hävdar att Wikileaks har skulden för det inträffade, eftersom man skulle ha uppgett att kodnyckeln bara var tillfällig, något en krypteringsnyckel inte kan vara. WikiLeaks påföljande publicering av (allmänt tillgängliga) icke-anonymiserade namnuppgifter, och organisationens  angrepp på The Guardian, har i massmedia angetts som motiv till varför flera av de stora tidskrifter organisationen samarbetat med kritiserar Wikileaks för att vara oansvariga.

## Kritik
Wikileaks kritiseras i en bok av den avhoppade medarbetaren Daniel Domscheit-Berg för att inte skydda sina källor tillräckligt. Wikileaks har kritiserats för att vara oansvariga när man namnger afghaner som samarbetat med amerikansk militär.
Den svenska vetenskapsteoretikern Christopher Kullenberg har kritiserat Wikileaks för att organisationen inte är öppen för insyn, för att den enligt honom tar betalt för att släppa sina avslöjanden utan att öppet redovisa i hur hög grad, och för att den har stort USA-fokus. Rättssociologen Marcin de Kaminski menar att Wikileaks har blivit en kommersiell aktör som förlorat sin idealism och värdegrund, något som är viktigt för att rättfärdiga verksamheten.
Regimer och underrättelsetjänster i asiatiska länder såsom Kina, Thailand och Pakistan hävdade sommaren 2010 att Wikileaks skulle vara mer eller mindre kontrollerat av CIA, Mossad och George Soros.
Vid rättegången om Julian Assanges utlämning till USA (London 24/2 2020) hävdade amerikanska advokater att WikiLeaks hade avslöjat identitet hos personer som i och med detta riskerade sina liv.  Julian Assanges advokater svarade att det istället var The Guardian som hade avslöjat dessa identiteter. 